# Schlagempfindlichkeit
Die Schlagempfindlichkeit bezeichnet das Verhalten eines Stoffes (meist eines Sprengstoffes) gegenüber mechanischer Belastung. Das Kriterium ist dabei, dass sich der Stoff unter der Einwirkung einer definierten Schlagenergie mit hörbarem Knall explosiv zersetzt.

## Prüfmethode
Als Prüfmethode wird der von der Bundesanstalt für Materialforschung und -prüfung (BAM) entwickelte BAM-Fallhammertest verwendet. Dieser ermöglicht durch das Fallen eines Gewichts aus einer bestimmten Höhe auf einen Prüfkörper die Prüfung mit einer definierten Schlagenergie. Diese ergibt sich aus dem Produkt von Fallhöhe und Gewicht und wird in der Einheit Joule (J) angegeben.

## Einstufungen
Im Sinne des Sprengstoffgesetzes sowie der Verordnung (EG) Nr. 440/2008 der Europäischen Kommission gilt ein Grenzwert von 40 Joule, unter dem eine Einstufung als explosionsgefährlicher Stoff erfolgt. Der Fallhammertest gehört neben der Prüfung auf Reibempfindlichkeit und dem Stahlhülsentest zu den nach dem Sprengstoffgesetz vorgeschriebenen Prüfungen.
Die Prüfung ist beschrieben als Test 3(a)(ii) innerhalb der Testserie 3 Teil der Prüfschemata zur Klassifizierung von Explosivstoffen der Klasse 1 im Sinne der Gefahrgutvorschriften. Hier wird das Ergebnis als positiv bewertet, wenn bei sechs Versuchen mit einer Schlagenergie von zwei Joule oder weniger mindestens einmal eine Explosion beobachtet wird.

## Beispiele
Stoffe mit hoher Schlagempfindlichkeit (Schlagenergie < 0,5 J) wie zum Beispiel Nitroglyzerin oder Stickstofftrichlorid müssen gut vor Erschütterungen und Stößen geschützt werden, da sie sonst sehr leicht detonieren. Weitere Beispiele von Explosivstoffen (sortiert nach abnehmender Schlagempfindlichkeit) sind Silberazid (Schlagenergie 1 J), PETN (3 J), Tetrazol (<4 J), Pikrinsäure (7,5 J), Trinitrotoluol (15 J), Ammoniumperchlorat (25 J) und TATB (50 J).

## Andere Prüfmethoden
In den Gefahrgutvorschriften sind weitere Prüfmethoden zur Überprüfung der Schlagempfindlichkeit beschrieben, die in anderen Staaten entwickelt wurden. Das sind im Folgenden:
- Prüfung 3(a)(i) Bureau of Explosives Fallhammer (USA)[5]
- Prüfung 3(a)(iii) Rotterprüfung (Großbritannien)[6]
- Prüfung 3(a)(iv) 30 kg Fallhammerprüfung (Frankreich)[7]
- Prüfung 3(a)(v) Modifizierter Typ-12-Schlagapparat (Canada)[8]
- Prüfung 3(a)(vi) Schlagempfindlichkeitsprüfung (Russland)[9]
- Prüfung 3(a)(vii) Modified Bureau of Mines Fallhammerprüfung[10]

Die Gefahrgutvorschriften empfehlen für die Prüfung von Explosivstoffen den BAM-Fallhammertest als bevorzugte Prüfmethode.